# Zjizn za zjizn
Zjizn za zjizn (ryska: Жизнь за жизнь) är en rysk stumfilm från 1916, regisserad av Jevgenij Bauer.

## Rollista
- Olga Rachmanova – miljonärskan Chromova
- Lidija Koreneva – Musja, hennes dotter
- Vera Cholodnaja – Nata, hennes adopterade dotter
- Vitold Polonskij – Vladimir Bartinskij
- Ivan Perestiani – Zjurov [3]